# متحف أفرو برازيل
متحف أفرو برازيل هو متحف تاريخي وفني وإثنوغرافي مخصص للبحث والحفظ والمعرض للأشياء والأعمال المتعلقة بالمجال الثقافي للسود في البرازيل. كما يعد مؤسسة عامة تحتفظ بها أمانة الثقافة في ولاية ساو باولو وتديرها جمعية متحف أفرو برازيل. يقع المتحف في حديقة باركي دو إبيرابويرا، وهي حديقة حضرية رئيسية في ساو باولو. يضم جناح مانويل دا نوبريجا الذي صممه أوسكار نيماير في عام 1959. المتحف يحتوي على حوالي 6 آلاف عنصر وقطعة بما في ذلك اللوحات والمنحوتات والصور والوثائق والمحفوظات التي تم إنشاؤها بين القرن الخامس عشر وحتى يومنا هذا. يشمل تجميع القطع العديد من الأعمال في المجالات الثقافية الأفريقية وبرازيليون أفارقة، بدءًا من الموضوعات والموضوعات مثل الدين والعمل والفن إلى الشتات الأفريقي والعبودية، مع تسجيل وتأكيد المسار التاريخي والتأثيرات الأفريقية في بناء المجتمع البرازيلي. كما يقدم المتحف مجموعة متنوعة من الأنشطة الثقافية والتعليمية والمعارض المؤقتة ويحتوي على مسرح ومكتبة متخصصة.

## التاريخ
تم تأسيس المتحف في عام 2004 من قبل إيمانويل أراوجو، المدير السابق والقيم الفني لـ معرض صور ولاية ساو باولو، وهو فنان من باهيا. أراوجو منذ عام 2004 كان مديرًا للمتحف.

## المنظمة

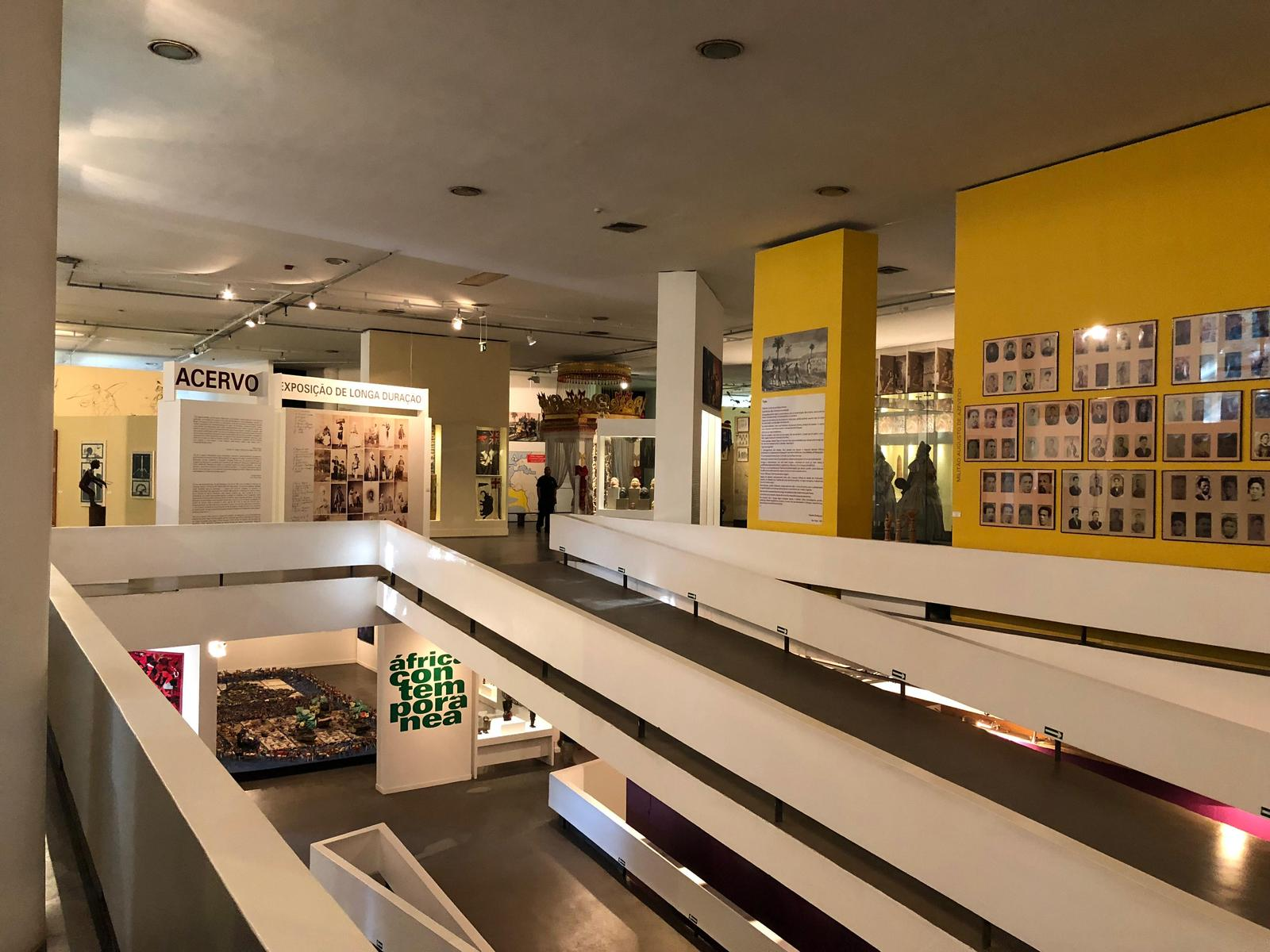
متحف أفرو برازيل، المعرض الداخلي

تنقسم مجموعة المتحف إلى عدة أقسام بمناطق مختلفة: إفريقيا والعمل والعبودية والمقدسة والدنس والأديان الأفروبرازيلية والتاريخ والذاكرة والفنون.
في قسم الفن في القرن العشرين هناك أعمال مهمة لفنانين من أصل أفريقي برازيلي، وتشمل الأجزاء الأخرى من المجموعة أعمال مادالينا شوارتز وسيرجيو فالي دوارتي وألفريد ويدينجر وجوزيف بيس وأندريه فيلارون وإيوستاكيو نيفيس ووالتر فيرمو.
يمتلك المتحف أكبر مجموعة فنية من أصل أفريقي في الأمريكتين، مع أكثر من 5000 قطعة بما في ذلك اللوحات والنحت والطباعة الحجرية والصور الفوتوغرافية والوثائق والأشياء الإثنولوجية. يقدم المتحف العديد من الجوانب المختلفة للثقافة الأفروبرازيلية مثل الدين والعمل والفن والشتات الأفريقي والعبودية في البرازيل. يعرض المتحف أيضًا التأثيرات الأفريقية على المجتمع والثقافة البرازيلية.

## الأحداث
في عام 2014 بمناسبة الذكرى السنوية العاشرة للمتحف وبالتزامن مع كأس العالم 2014 أنشأ المتحف معرضًا بعنوان الرجل الأسود في كرة القدم البرازيلية - الفن وفنانيه. سلط هذا المعرض الضوء على وجود لاعبي كرة قدم من أصول أفريقية مثل بيليه وجارينشا وديدي ودجالما سانتوس وباربوزا وزيزينيو وجيرزينيو وأهميتهم في تاريخ البرازيل وفي بناء الهوية الوطنية البرازيلية. إلى جانب الصور والرسوم الكاريكاتورية للاعبي كرة القدم البرازيليين سيئي السمعة، كان جزءًا من المعرض هو إنشاء الملعب وأقنعة كرة القدم النذرية من قبل فنانين من بنين: أستون وكيفولي ومونديال برازيليرو، وتمثال مجوهرات الأزياء الدورية الذي يصور أ كرة قدم كبيرة للفنان الإيطالي جوزيف بيس، ورذاذ أكريليك على قماش لفنان الجرافيتي البرازيلي سبيتو.